# Тарашанська сільська рада
Тараша́нська сільська́ ра́да — адміністративно-територіальна одиниця та орган місцевого самоврядування у Глибоцькому районі Чернівецької області. Адміністративний центр — село Тарашани.

## Загальні відомості
- Населення ради: 2 271 особа (станом на 2001 рік)

## Населені пункти
Сільській раді підпорядковані населені пункти:
- с. Тарашани
- с. Привороки

## Склад ради
Рада складається з 18 депутатів та голови.
- Голова ради: Чуляк Василь Костянтинович
- Секретар ради: Андронік Олена Орестівна

### Керівний склад попередніх скликань
| Прізвище, ім'я, по батькові  | Основні відомості                                                               | Дата обрання | Дата звільнення |
| ---------------------------- | ------------------------------------------------------------------------------- | ------------ | --------------- |
| Александрюк Василь Дмитрович | Сільський голова, 1963 року народження, освіта середня спеціальна, безпартійний | 26.03.2006   | 31.10.2010      |
| Александрюк Василь Дмитрович | Сільський голова, 1963 року народження, освіта середня спеціальна, безпартійний | 31.10.2010   | 09.09.2012      |
| Чуляк Василь Костянтинович   | Сільський голова, 1959 року народження, освіта середня загальна, безпартійний   | 09.09.2012   |                 |

Примітка: таблиця складена за даними сайту Верховної Ради України

### Депутати
За результатами місцевих виборів 2010 року депутатами ради стали:

#### За суб'єктами висування
| Суб'єкт висування           | Кількість обраних депутатів | %    |
| --------------------------- | --------------------------- | ---- |
| Самовисування               | 17                          | 94,4 |
| Комуністична партія України | 1                           | 5,6  |

#### За округами
| № округу                    | Прізвище, ім'я, по батькові   | Дата визнання обраним | Освіта  | Партійна приналежність                        | Відомості про обраного депутата                              |
| --------------------------- | ----------------------------- | --------------------- | ------- | --------------------------------------------- | ------------------------------------------------------------ |
| Комуністична партія України |                               |                       |         |                                               |                                                              |
| 8                           | Панчук Костянтин Аркадійович  | 11.11.2010            | середня | позапартійний                                 | амбулаторія загальної практики — сімейної медицини, фельдшер |
| Самовисування               |                               |                       |         |                                               |                                                              |
| 1                           | Магас Петро Петрович          | 11.11.2010            | середня | позапартійний                                 | Тарашанська сільська рада, землевпорядник                    |
| 2                           | Бужак В'ячеслав Васильович    | 11.11.2010            | вища    | позапартійний                                 | АЗС «Мавекс», оператор                                       |
| 3                           | Мігоряну Марина Петрівна      | 11.11.2010            | вища    | позапартійна                                  | Бар «Марсель», приватний підприємець                         |
| 4                           | Андронік Олена Орестівна      | 11.11.2010            | середня | позапартійна                                  | Тарашанська сільська рада, секретар                          |
| 5                           | Гирин Михайло Ілліч           | 11.11.2010            | середня | позапартійний                                 | приватний підприємець                                        |
| 6                           | Станіцький Михайло Васильович | 11.11.2010            | вища    | позапартійний                                 | СМАП, контролер                                              |
| 7                           | Цуркан Жоржета Іванівна       | 11.11.2010            | середня | член Всеукраїнського об'єднання «Батьківщина» | Тарашанська загальноосвітня школа, вчитель                   |
| 9                           | Онофрейчук Іван Васильович    | 11.11.2010            | вища    | позапартійний                                 | Глибоцький РВ УМВС, участковий                               |
| 10                          | Шотропа Дмитро Васильович     | 11.11.2010            | вища    | позапартійний                                 | приватний підприємець                                        |
| 11                          | Фагурел Віталій Костянтинович | 11.11.2010            | вища    | позапартійний                                 | СМАТ с. Порубне, контролер                                   |
| 12                          | Шотропа Тетяна Георгійович    | 11.11.2010            | середня | позапартійний                                 | тимчасово не працює                                          |
| 13                          | Куштуряк Георгій Миколайович  | 11.11.2010            | середня | позапартійний                                 | приватний підприємець                                        |
| 14                          | Кирияк Василь Миколайович     | 11.11.2010            | середня | позапартійний                                 | приватний підприємець                                        |
| 15                          | Дякур Михайло Касіянович      | 11.11.2010            | середня | позапартійний                                 | пенсіонер                                                    |
| 16                          | Гарабажів Георгій Ілліч       | 11.11.2010            | середня | позапартійний                                 | тимчасово не працює                                          |
| 17                          | Чуляк Василь Костянтинович    | 11.11.2010            | середня | позапартійний                                 | приватний підприємець                                        |
| 18                          | Олоєрі Михайло Васильович     | 11.11.2010            | середня | позапартійний                                 | Пожежна охорона, водій                                       |